# Le Donjon
 Le Donjon  là một xã ở tỉnh Allier thuộc miền trung nước Pháp.